# Expo/Sepulveda (métro de Los Angeles)
Expo/Sepulveda est une station du métro de Los Angeles desservie par les rames de la ligne E et située dans le quartier Rancho Park (en) à Los Angeles en Californie.

## Localisation
Station aérienne du métro de Los Angeles, Expo/Sepulveda se situe sur la ligne E à l'intersection d'Exposition Boulevard et de Sepulveda Boulevard dans le quartier Rancho Park (en) à l'ouest de Downtown Los Angeles.

## Histoire
En service de 1875 à 1953 en tant que gare des réseaux de chemin de fer Los Angeles and Independance et Pacific Electric, la station Expo/Sepulveda est remise en service le 20 mai 2016, lors de l'inauguration des sept stations de la phase 2 des travaux de construction de la ligne E. Auparavant, la station était nommée Vervain puis Home Junction.

### Accueil

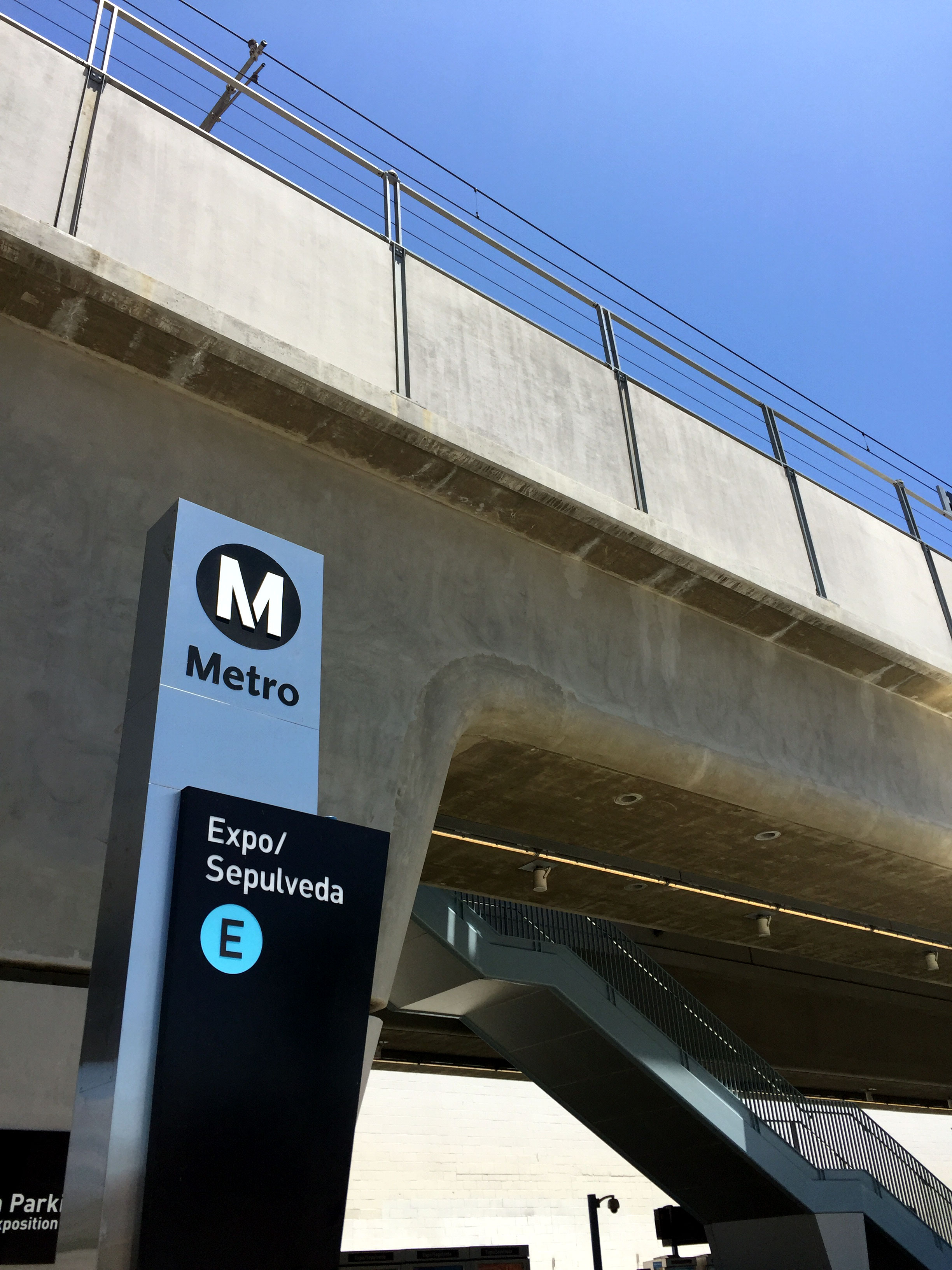
Entrée de la station.

## Service

### Desserte
Expo/Sepulveda est desservie par les rames de la ligne E du métro.

### Intermodalité
La station est desservie par les lignes d'autobus 234, 734 et 788 de Metro, les lignes 6 et Rapid 6 de Culver City Bus (en) et les lignes 7, Rapid 7 et 17 de Big Blue Bus (en). 

## Architecture et œuvres d'art
Une œuvre de l'artiste Susan Logoreci, nommée Right Above The Right-Of-Way orne la station, celle-ci constitue des représentations illustrées du paysage panoramique des quartiers avoisinants.